# Setophaga subita
Setophaga subita là một loài chim trong họ Parulidae.